# Vanks katedral
Vanks katedral (persiska: کلیسای وانک, Kelisa-ye Vank), eller Amenaperkichs katedral, är en katedral i Esfahan i området Nya Jolfa. Uppförandet av katedralen dateras till den safavidiske kung Abbas II:s tid. Vank betyder kloster på armeniska.